# John Fanning
John Fanning (* 22. Oktober 1903 im County Tipperary; † 1. Januar 1982) war ein irischer Politiker der Fianna Fáil, der zwischen 1951 und 1969 Teachta Dála (Abgeordneter) des Unterhauses (Dáil Éireann) im Oireachtas.

## Leben
Fanning war als Landwirt tätig, bevor er in die Politik eintrat. Er war Kandidat der Fianna Fáil bei den Wahlen 1951 im Wahlkreis Tipperary North und zog unmittelbar in den Dáil Éireann ein. Er konnte seinen Sitz bei den Wahlen 1954, 1957, 1961 und Wahlen 1965 verteidigen. 
Bei den Wahlen zum Dáil Éireann 1969 trat er dann nicht mehr an.